# Bactra suedana
Bactra suedana es una especie de polilla del género Bactra, tribu Bactrini, familia Tortricidae. Fue descrita científicamente por Bengtsson en 1989.
La envergadura es de unos 15-19 milímetros. Se distribuye por Europa: Suecia.